# Západní fronta (druhá světová válka)
Západní fronta během druhé světové války byla válečná fronta v Dánsku, Norsku, Lucembursku, Belgii, Nizozemsku, Francii a Německu a zahrnuje dvě střetnutí v období let 1939 až 1940 a druhou frontu v období roků 1944 a 1945. Součástí západní fronty byla také letecká válka mezi Velkou Británií a nacistickým Německem, bitva o Británii. Druhá fronta byla otevřena ve Francii spojeneckým vyloděním v Normandii. Druhá fronta zanikla s porážkou Německa a jeho kapitulací v Remeši v roce 1945.

## První fáze (1939 až 1940)

### Podivná válka
Byla obdobím mezi vyhlášením války nacistickému Německu ze strany Francie a Velké Británie v září 1939 a Německým útokem na Francii v květnu 1940. Ačkoliv byla Spojenci válka vyhlášena, v tomto období nepodnikli proti Německu žádné významnější ofenzivní akce, což bylo v rozporu s polsko-francouzskou a polsko-britskou vojenskou smlouvou.

### Norsko
Velitel německého válečného námořnictva (Kriegsmarine) vyzýval od podzimu 1939 Hitlera k okupaci Norska, jehož přístavy představovaly optimální základny pro německé ponorky. V polovině prosince Hitler projevil souhlas, načež byl vypracován plán Unternehmen Weserübung, podle něhož mělo být Norsko obsazeno po souběžném vylodění německých pozemních sil v osmi největších přístavech. Plán zahrnoval také okupaci Dánska, které mělo poskytnout letecké základny.
Začátkem dubna zahájili Britové zaminovávání norských výsostných vod, čímž však podnítili německý útok, k němuž došlo 9. dubna 1940. Dánsko se vzdalo během jediného dne, kde Němci narazili na odpor pouze na severu Jutska. Zato v Norsku narazili Němci na houževnatý odpor. Většina vylodění proběhla úspěšně s výjimkou Osla, které bylo dobyto teprve německými výsadkáři. V Narviku se Němcům podařilo obsadit město i přístav, záhy však byli obklíčeni takřka pětinásobnou přesilou Britů, Francouzů a Norů, podporovaných Královským námořnictvem (Royal Navy). V následné bitvě o Narvik byli Němci koncem května nuceni město vyklidit a ustoupit směrem k hranicím Švédska, ovšem vývoj situace ve Francii přiměl Spojence počátkem června ke stažení jejich oddílů z Norska. Němci zde později instalovali loutkovou vládu pod vedením norského zrádce Vidkuna Quislinga.

### Pád Francie
10. května 1940 spustilo německé velení operaci Fall Gelb. V níž bojovali na jedné straně vojáci Třetí říše a Itálie proti spojencům. Bitva skončila obrovským vítězstvím Osy a obsazením Paříže 14. června. Spolu s Francií byly napadeny a obsazeny také země Beneluxu, při jejichž obraně byly zničeny také francouzské a britské jednotky. Spojenci byli tvrdě poraženi a Britské expediční síly ve Francii zachránila před zničením evakuace z přístavu Dunkerque.

## Druhá fáze (1944 až 1945)
Západní fronta během druhé světové války byla znovu otevřena 6. června 1944 vyloděním v Normandii. Zanikla po kapitulaci německých vojsk v roce 1945, kdy utichly boje v Evropě. Prakticky po celou dobu se situace na ní odvíjela v duchu zdrcující převahy Spojenců, jen lokálně byla narušena během bitvy v Ardenách, kdy museli západní spojenci přejít do obrany.

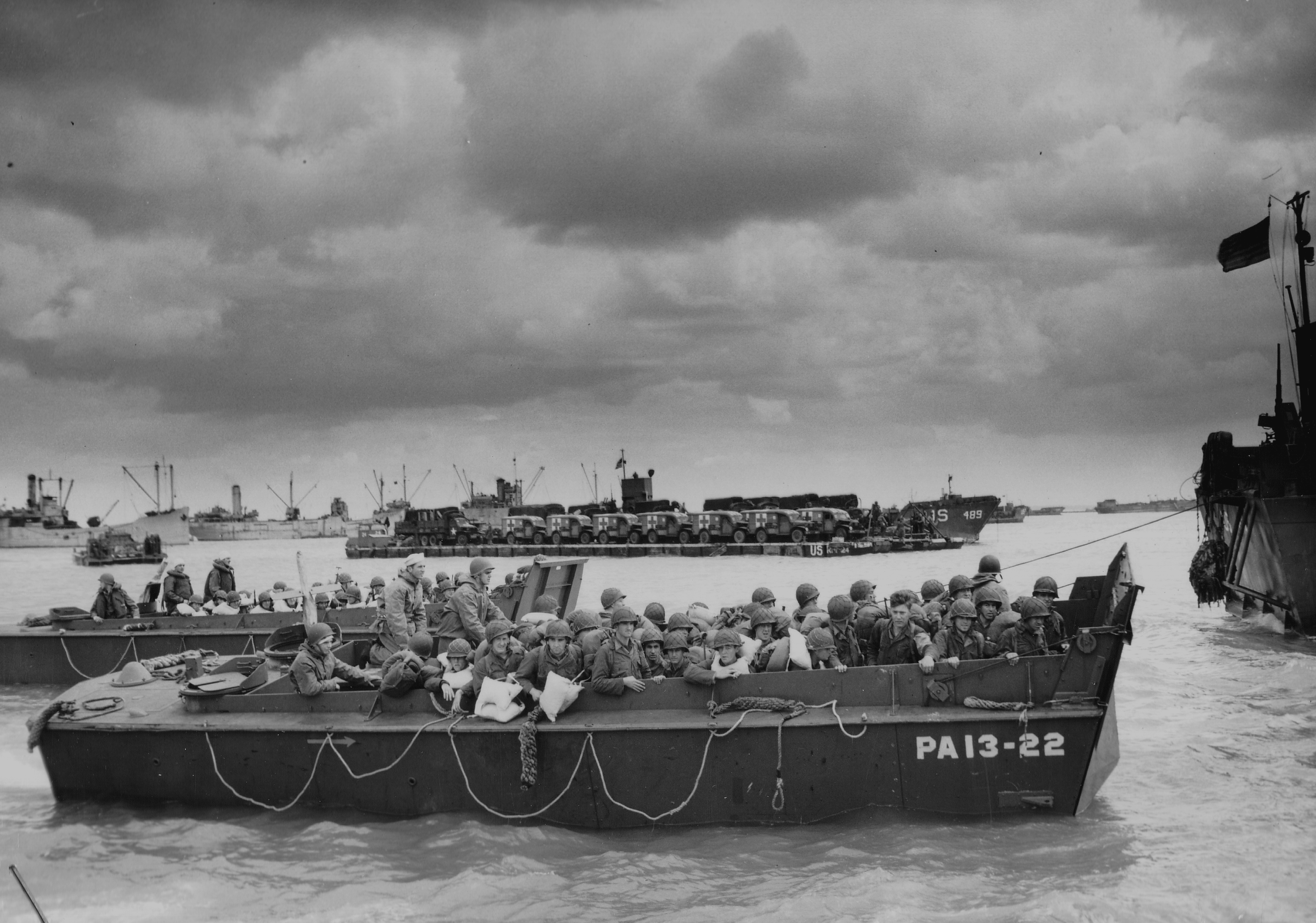
Invazní plavidla poblíž pobřeží Normandie 6. června 1944.

Sovětský svaz nesl po dlouhou dobu válečné břímě sám a naléhal na západní spojence, aby urychlili vytvoření západní fronty, která by donutila nacistické Německo rozdělit své síly a bránit se na dvou frontách současně. Západní spojenci však vyčkávali, až budou mít plné síly.

### Bitva o Normandii
Dne 6. června 1944 v ranních hodinách zahájili západní spojenci operaci Overlord, během které se na pobřeží vylodily jednotky Američanů, Britů a Kanaďanů pod velením Vrchního velitelství spojeneckých expedičních sil (SHAEF) v jehož čele stál generál americké armády Dwight D. Eisenhower. Po počátečních obtížích s vyloděním na některých plážích se spojencům podařilo prorazit německé opevnění na pobřeží a začali rychle postupovat do vnitrozemí, kde se spojili s dříve vysazenými parašutisty, čímž zajistili předmostí pro další vojenské operace.
V průběhu následujících bojů spojenci osvobodili Cherbourg a Caen. Prorazit hlouběji do vnitrozemí Francie se podařilo v průběhu operace Cobra přibližně měsíc po vylodění.

### Osvobození Francie
Do konce června dopravili Spojenci do Normandie kolem 850 000 vojáků a vyčistili poloostrov Cotentin s přístavem Cherbourg. Zároveň podnikali útoky na Caen, které bylo po tuhých bojích dobyto Brity a Kanaďany v průběhu července. Koncem téhož měsíce zahájili Američané operaci Cobra, jež vedla k prolomení německé linie na počátku srpna. Hitler se pokusil provést protiútok, jímž by odřízl divize generála Pattona pronikající do Bretaně a k Loiře. Jeho tanky však byly snadno odraženy. Kolem německých pancéřových sil na západě se navíc začala u Falaise nebezpečně stahovat smyčka hrozící jejich obklíčením. Westheer jen stěží vyvázl z této pohromy a v značně pošramoceném stavu se stáhl za Seinu. Vítězní Spojenci poté za úzké součinnosti s francouzským hnutím odporu osvobodili 25. srpna Paříž. Už o deset dnů dříve uskutečnili Američané a svobodní Francouzi operaci Dragoon, když se vylodili v jižní Francii, odkud rychle postoupili údolím řeky Rhôny na sever. Do poloviny září se setkali u Dijonu se spojeneckými jednotkami razícími si cestu z Normandie.
Po překročení Seiny pronikli Spojenci do Belgie a k německým hranicím. Britové vstoupili v prvním zářijovém týdnu do Bruselu a osvobodili také Antverpy. Ústí Šeldy, bez něhož byl zdejší přístav bezcenný, setrvalo v rukou Němců až do listopadu. Řadu jiných přístavů na pobřeží Lamanšského průlivu a Atlantiku držely v souladu s Hitlerovými rozkazy německé posádky, které tím výrazně narušily již tak komplikované zásobování Spojenců. Mezi tyto přístavy patřil i Dunkerque, na jehož obléhání se výrazně podílela i Československá samostatná obrněná brigáda. Po osvobození Paříže se nedostatkem vhodných přístavů neúnosně natahovaly spojenecké zásobovací linie z Normandie až téměř k německým hranicím a byly tak zranitelné. Američané proto vytvořili nonstop fungující zásobovací systém nákladích vozidel neustále pendlující mezi skladišti v Normandii a frontovou linií, kterému se říkalo Red Ball Express. Většina řidičů v Red Ball Expressu byli Afroameričané. Tento zásobovací systém fungoval tři měsíce od srpna do listopadu 1944, kdy byl otevřen přístav v Antverpách.

### Operace Market Garden

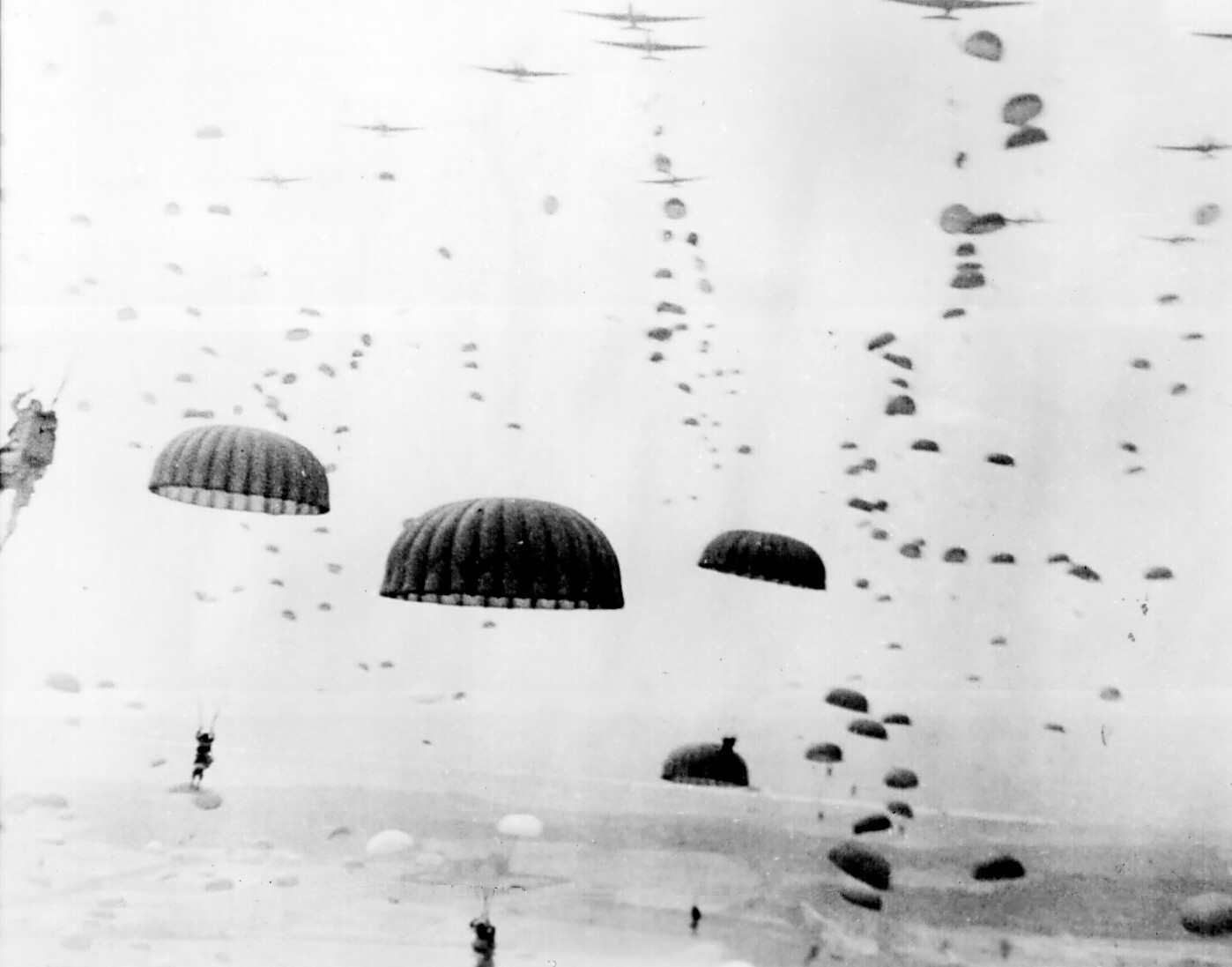
Výsadek parašutistů v Holandsku během operace Market Garden.

Byla největší výsadkovou operací v lidských dějinách, která proběhla v září 1944 u měst Arnhemu a Nijmegenu. Jejím cílem bylo obsazení řady důležitých mostů přes řeku Rýn a další v Němci okupovaném Nizozemsku za pomoci mohutného nasazení výsadkářů a techniky shozené na padácích. Záměrem operace bylo umožnění spojencům pokračovat k dobytí Německa bez těchto posledních přírodních překážek, na kterých Němci vybudovali silnou obrannou linii.
Operace začala slibně a některé jednotky dosáhly stanovených cílů, ale následný průlom britských obrněných jednotek byl mnohem pomalejší, než se očekávalo a nakonec byl zastaven. Vysazené jednotky byly udrženy pod neustálým tlakem, což mělo za následek jejich postupné vyřazení z bojů (ztráty či zajetí) (jako v případě britské 1. výsadkové divize). Němcům se podařilo operaci odrazit, což mělo za následek zpomalení postupu Spojenců a rozplynutí se představ o rychlém konci války.

### Boje na Siegfriedově linii
Po operaci Market Garden se boje na západní frontě uklidnily a spojenci postupně postupovali k německému opevnění v podobě Siegfriedovy linie (zvané Westwall), které chtěli prorazit a následně překročit Rýn. Na začátku září zahájili krvavou vojenskou operaci, která se vžila pod označením Bitva v Hürtgenském lese a během které Američané začali pomalu postupovat skrz těžce bráněné pozice Němců.

### Německá zimní protiofenziva

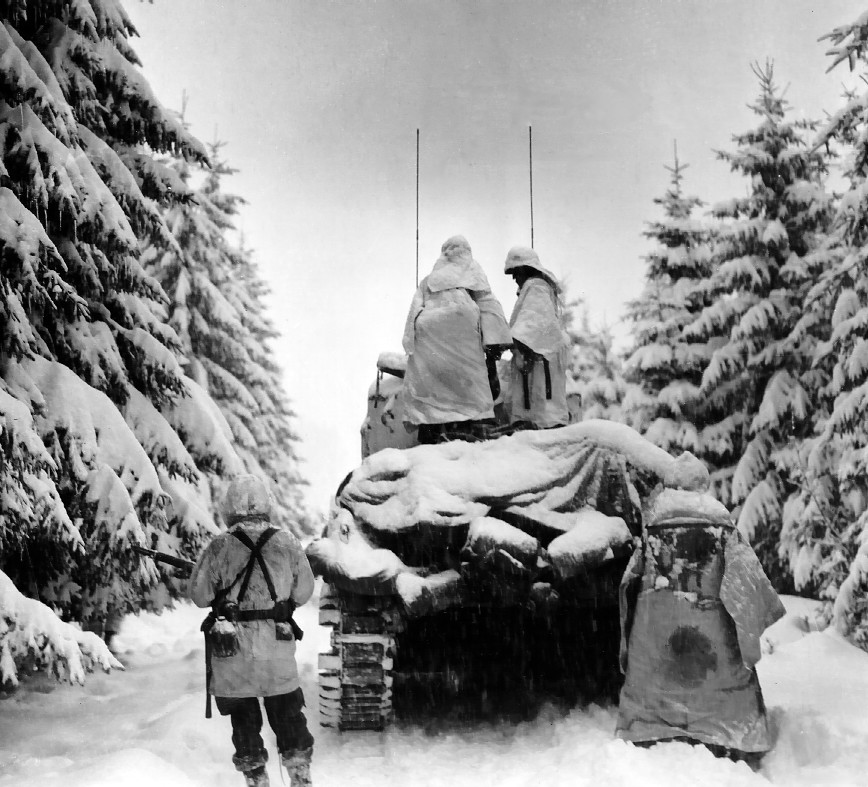
Americká hlídka kryjící se za tankem během bitvy v Ardenách.

Byla poslední německá protiofenzíva, která měla za úkol donutit západní spojence jednat o míru s Německem. Němci využili špatně prostupný terén v oblasti Ardenského lesa spojeného se špatným počasí, které nedovolilo spojencům plně nasadit své bojové kapacity (převážně letectvo). Němci podnikli nenadálý útok, do kterého vrhli většinu záloh a vybavení. Vzhledem k nedostatku paliva a zlepšení počasí po několika dnech se podařilo útok zastavit a spojenci se opět chopili iniciativy a Němce zatlačili.
Bitva začala 16. prosince 1944 ráno, kdy Německé dělostřelectvo zahájilo palbu na spojenecké pozice. Během operací bylo nasazeno přes 600 tisíc německých a 500 tisíc spojeneckých vojáků. Ztráty dosáhly přibližně 125 tisíc mužů na obou stranách a vojenské operace skončily přibližně 25. ledna 1945, kdy spojenci dosáhli pozic, jaké měli v době protiútoku.

### Invaze do Německa

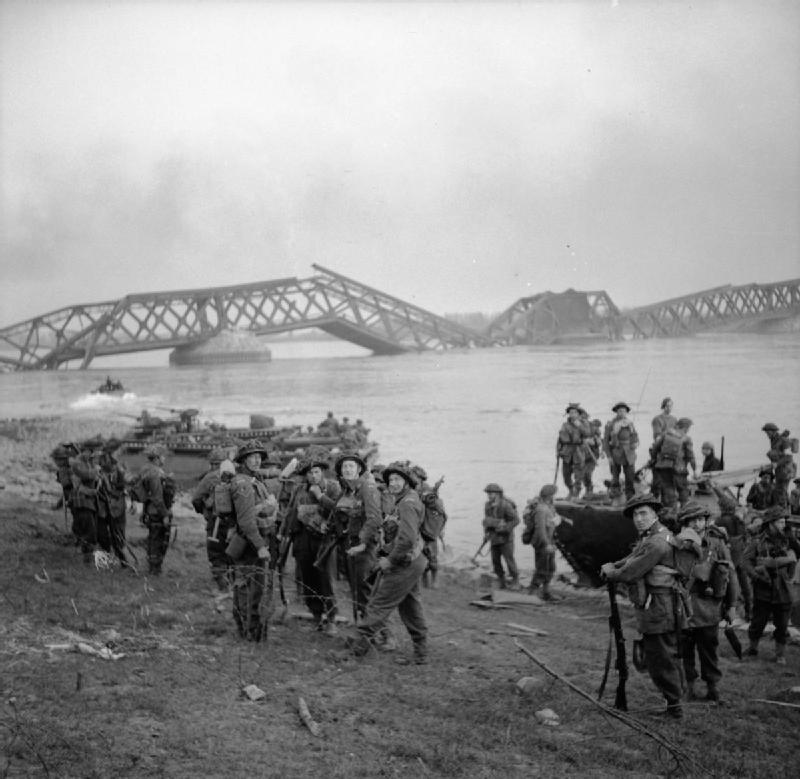
Překročení Rýnu britskými jednotkami 24. března 1945. V pozadí je vidět zničený most ustupujícími německými jednotkami.

V průběhu února Spojenci vyčistili Porýní, načež 24. března překročili na široké frontě samotný Rýn a pronikli do nitra Německa. V dubnu se rozhořela bitva v Porúří, kde bylo obklíčeno a zajato přes 300 000 německých vojáků. Mezitím Britové překonali 5. dubna řeku Veseru a o šest dnů později dosáhli Američané Labe u Magdeburgu. Berlín se nacházel pouhých 120 kilometrů na východ, nicméně Eisenhower rozhodl přenechat dobytí německého hlavního města Rudé armádě. 25. dubna se američtí vojáci setkali se Sověty v Torgau na Labi. Americká 3. armáda pokračovala na jih do Bavorska a začátkem května překročila západní hranice Československa. Současně Britové a Kanaďané dorazili k Baltu.